# Where Did the Night Fall
Where Did the Night Fall – szósty album brytyjskiej grupy muzycznej Unkle. Na płycie ponownie pojawią się goście, tacy jak Mark Lanegan, Gavin Clark, The Black Angels, Joel Cadbury.

## Lista utworów
1. "Nowhere" – 0:40
2. "Follow Me Down" (featuring Sleepy Sun) – 4:23
3. "Natural Selection" (featuring The Black Angels) – 4:10
4. "Joy Factory" (featuring Autolux) – 3:59
5. "The Answer" (featuring Big in Japan) – 4:40
6. "On a Wire" (featuring ELLE J) – 4:52
7. "Falling Stars" (featuring Gavin Clark) – 5:48
8. "Heavy Drug" – 1:13
9. "Caged Bird" (featuring Katrina Ford of Celebration) – 5:08
10. "Ablivion" – 4:29
11. "The Runaway" (featuring ELLE J) – 3:45
12. "Ever Rest" (featuring Joel Cadbury of South) – 4:21
13. "The Healing" (featuring Gavin Clark) – 4:27
14. "Another Night Out" (featuring Mark Lanegan) – 5:12

## Listy sprzedaży
| Lista               | Kraj       | Pozycja |
| ------------------- | ---------- | ------- |
| SNEP                | Francja    | 102     |
| Schweizer Hitparade | Szwajcaria | 94      |